# 발비누스
데키무스 카엘리우스 칼비누스 발비누스 피우스 아우구스투스는 로마 제국의 스물 일곱 번째 공동 황제로, 푸피에누스와 함께 238년에 총 3달 동안 재위했다.

## 어린 시절
발비누스가 황제의 자리에 오르기 전에 대한 기록은 많이 남아있지 않다. 다만 일부 학자들은 그가 137년 집정관을 맡았던 푸블리우스 코엘리우스 발비누스 비불리우스 피우스의 후손이라고 추측하고 있다. 만약 이 추측이 사실이라면 발비누스의 가계는 3세기 내내 수많은 원로원의 정계인사를 배출한 폼페이우스 팔코 가문과 1세기 때 활동한 율리우스 프론티누스와 관련있는 명문가이다. 발비누스는 태어날 때부터 로마의 귀족이었는데, 기록에 의하면 그는 184년에 카파도키아의 총독직을 맡았던 카엘리우스 칼비누스의 아들이었다. 그는 마르스 신을 모시는 12명의 사제들 중 한 명이기도 하였다. 발비누스는 203년 또는 211년에 카라칼라 황제의 동료 집정관으로서 처음 직책을 맡았고, 213년에 두번째로 집정관이 되었다고 한다. 또한 당대의 역사가 헤로디아누스에 따르면, 발비누스는 아프리카를 포함해 7개 지역의 책임자를 맡았다고 한다.

## 통치
238년 3월, 고르디아누스 1세와 고르디아누스 2세가 아프리카에서 황제 즉위를 선언할 때, 로마 원로원은 막시미누스 트라쿠스를 막기 위해 20명의 원로 의원들을 뽑아 위원회를 구성하였다. 이 20인 위원회의 역할은 고르디아누스 1,2세가 아프리카에서 출발해 로마에 도착하기 전까지 트라쿠스를 상대로 버티어내는 것이었다. 그런데 238년 4월. 누미디아 속주 총독 카펠리아누스가 두 황제를 반역자로 규정하고 공격을 가했다. 고르디아누스 2세는 1천 명의 병사들을 이끌고 저항했으나 패해 목숨을 잃었고, 아들의 전사 소식을 들은 고르디아누스 1세는 자살했다.
두 황제가 불과 한 달 만에 사망했다는 급보를 접한 원로원은 큰 충격에 휩싸였다. 이후 원로원 회의가 곧바로 소집되었고, 의원들 중 2명을 새로 황제로 선출하여 국난을 타개하자는 안이 제시되었다. 이 회의에서 푸피에누스와 발비누스가 새로운 공동 황제로 선출되었고, 그와 함께 최고 대사제라는 명예를 수여하였다.
하지만 원로원의 모든 구성원들이 그들의 즉위를 반기는 것은 아니었다. 원로원 파벌들 중 고르디아누스 가문을 지지하던 세력들은 로마 대중들과 근위대를 선동하였고, 이에 선동받은 대중들은 자신들이 직접 황제를 선출해야 한다며 원로원이 선택한 두 황제에 더해 제 3의 황제를 선출해야 한다고 주장하면서 고르디아누스 가문의 사람을 제3의 황제로 옹립하라고 요구했다. 이후 이 요구가 점차 거세지자, 푸피에누스와 발비누스는 결국 고르디아누스 3세를 새로운 제 3의 황제로 세우게 된다.
푸피에누스가 라벤나로 떠나 트라쿠스를 상대로 전쟁을 벌이는 동안, 발비누스는 로마에 남아 치안과 공공질서를 관리하였는데, 미숙한 국정 운영으로 인해 로마의 내정을 안정화시키는데에 실패하고 만다. 이와 같은 실책으로 대중적인 인기가 떨어지자, 발비누스는 점차 권력에 대한 경계심이 생기게 되었고, 푸피에누스가 전쟁에서 승리를 거두고 돌아오자 그를 더더욱 경계하게 된다. 발비누스는 푸비에누스가 로마로 올 때 함께 데려온 게르만 군인들을 이용하여 자신을 제거할까 두려워했고, 푸비에누스는 형편없이 로마를 다스렸던 발비누스에 실망한다. 이후 그들은 점차 멀어지게 되었고, 결국에는 황궁 내에서도 따로 집무실을 사용하며 왕래조차 하지 않게 되었다.
푸피에누스는 점차 근위대의 불만이 커져가는 것을 눈치채고, 발비누스에게 자신이 모은 게르만족 군대를 로마 시내에 배치하는 것을 허락해달라고 요구했다. 하지만 발비누스는 이 요청이 자신을 제거하기 위한 계획의 일환이라 생각하고 거부한다. 그러던 중 238년 7월 29일, 근위대의 병사들이 황궁으로 침입했다. 결국 두 사람은 암살자들이 방안에 들이닥칠 때까지 쓸데없는 논쟁을 벌이다가 체포되었다. 결국 체포된 두 사람은 곧바로 근위대 진지로 끌려갔고, 그 곳에서 반란을 일으킨 병사들에게 '원로원 황제'라고 불리며 조롱과 고문을 받다가 죽었다. 이때 그의 나이는 약 70대 쯤이었을 것이로 추정된다.

## 관
발비누스는 통치 기간의 행적이나 업적으로 유명하지는 않지만, 그의 관으로는 나름대로의 인지도가 있다. 그는 자신과 자신의 아내를 위한 대리석 석관을 가지고 있었는데, 이 석관의 파편 일부가 아피아 가도 근처에서 발견되었고, 이 석관은 로마 황제의 관으로는 현재 발굴된 것으로는 유일한 것이기에 그 가치가 높다. 관의 뚜껑에는 발비누스와 그의 아내의 모습이 새겨져 있으며, 그의 황제로서의 권위 또한 잘 표현되어 있다.
그들의 공동 통치 기간 도중, 푸피에누스가 워낙 군대 경력이 압도적이었기에 발비누스는 상대적으로 민간인으로서의 측면이 강조된 측면이 있지만, 석관에는 발비누스를 완전무장을 한 군인으로 묘사해놓았다.